# DCE - Nationalt Center for Miljø og Energi
DCE - Nationalt Center for Miljø og Energi  er en en dansk forskningsinstitution der er udsprunget af det tidligere Danmarks Miljøundersøgelser og hører under Aarhus Universitet, der har en rammeaftale med Miljø- og Fødevareministeriet om forskningsbaseret myndighedsbetjening. Centret leverer rådgivning og viden om natur, miljø og energi, og har kontrakter med Miljø- og Fødevareministeriet, Energi-, Forsynings- og Klimaministeriet samt Miljøstyrelsen for Råstofområdet i Grønland. Centret hører under institutterne Bioscience og Institut for Miljøvidenskab der er en del af Faculty of Natural Sciences.

## Udgivelser
Siden 2011 har centret løbende udgivet forskellige publikationer.
Det sker i flere forskellige udgivelsesrækker:
Videnskabelige rapporter, tekniske rapport, tekniske anvisninger, notater, nyhedsbreve, og Miljøbiblioteket.
Videnskabelig rapporter udgives digitalt og nummereret. I 2020 var antallet af rapporter nået over 400.
De er forfattet på dansk eller engelsk.
Flere af disse udgivelser er under det såkaldte NOVANA-program, med status over den danske natur.
Eksempler på videnskabelige rapporter er "Effekter af havvindmøller på marsvinepopulationen i Kattegat"
og "Insekters tilbagegang. Hvilke insekter går tilbage, hvorfor og hvad kan der gøres?".
Tekniske rapporter udgives også digital og på dansk og engelsk.
I 2020 var antallet nået over 180.
Miljøbiblioteket (også Miljøbiblioteksbøger) er en populærvidenskabelig bogserie udgivet i samarbejde med Aarhus Universitetsforlag.

## Kritik
Forskere på DCE var i foråret 2016 i sagen der blev kendt som Kvælstofsagen eller Gyllegate, udsat for kritik af landbrugsorganisationerne Landbrug & Fødevarer og Bæredygtigt Landbrug hvor en række forskere fra DCE var kritiske overfor regeringens landbrugspakke. Universitetet fastholdt at DCE udelukkende leverer rådgivning baseret på forskning efter internationale standarder, og prodekan Kurt Nielsen svarede at ”Den rådgivning, Aarhus Universitet leverer, er kun de rapporter og notater, som miljøministeriet får. Derudover har forskere ret til at udtale sig ligesom alle andre i dette her land,” . 

## Eksterne kilder og henvisninger
1. ↑  Om rammeaftalen dce.au.dk 28.01 2017
2. ↑  Rammeaftale 2016 til 2019 dce.au.dk hentet 28.01 2017
3. ↑  Institut for Bioscience
4. ↑  Miljøvidenskab
5. ↑  Udgivelser
6. ↑  Status over den danske natur dce.au.dk 17. januar 2017
7. ↑  Nabe-Nielsen, J.; Tougard, J.; Teilmann, J.; Sveegaard, S. (2011), "Effects of wind farms on harbour porpoise behavior and population dynamics", Videnskabelige rapporter fra DCE - Nationalt Center for Miljø og Energi, Videnskabelige rapporter fra DCE - Nationalt Center for Miljø og Energi, Aarhus Universitet, Wikidata  Q98769102
8. ↑  Kjær, C.; Bruus, M.; Hansen, M.D.D.; Hansen, R.R.; Holmstrup, M.; Høye, T.T.; Jensen, J.; Offenberg, J.; Strandberg, B.; Strandberg, M.; Peter Wiberg-Larsen (2020), "Insekters tilbagegang. Hvilke insekter går tilbage, hvorfor og hvad kan der gøres?", Videnskabelige rapporter fra DCE - Nationalt Center for Miljø og Energi, Videnskabelige rapporter fra DCE - Nationalt Center for Miljø og Energi, Wikidata  Q98769114
9. ↑  "Miljøbiblioteksbøger". Aarhus Universitet.
10. ↑  Frederik Tillitz (10. april 2016). "Landbruget: Forskere skal ikke rådgive ministeriet". altinget.dk. Arkiveret fra originalen 28. januar 2017. Hentet 28. januar 2017.

- Centrets websted

55°39′00″N 12°05′00″Ø / 55.65°N 12.083333°Ø